# Eyalet di Van
L'eyalet di Van (in turco: Van Eyaleti) fu un eyalet dell'Impero ottomano, nell'area della Mesopotamia.
Venne ricavato nel 1548 da uno dei baliaggi dell'Impero ottomano nell'area mesopotamica della Persia.

## Geografia antropica

### Suddivisioni amministrative
Divisioni amministrative dei Van tra il 1680 ed il 1702:
1. sanjak di Van (Paşa Sancağı, Van)
2. governatorato di Bitlis (Bitlis Hükûmeti, Bitlis)
3. governatorato di Hizan (Hizan Hükûmeti, Hizan)
4. governatorato di Hakkâri (Hakkâri Hükûmeti, Hakkâri)
5. governatorato di Hoşab (o Mahmûdî, Hoşab Hükûmeti, Güzelsu)
6. sanjak di Karkarocaklık (Kârkâr Sancağı, )
7. sanjak di Zeriki (Zeriki Sancağı, Zeriki)
8. sanjak di Şırvî (Şırvî Sancağı, )
9. sanjak di Müküs (Müküs Sancağı, Bahçesaray)
10. sanjak di Şıtak (Şıtak Sancağı, )
11. sanjak di Albak (Albak Sancağı, Başkale)
12. sanjak di Ispaghird (Espayrid Sancağı, )
13. sanjak di Erdjish o Arjis (Erciş Sancağı, Erciş)
14. sanjak di Keshan (Kesân Sancağı, )
15. sanjak di Adil Djevaz (Adilcevâz Sancağı, Adilcevaz)
16. sanjak di Aghakis (Ağakis Sancağı, )
17. sanjak di Bargeri (Bargiri Sancağı, Muradiye)
18. sanjak di Diyadin (Diyadin Sancağı, Diyadin)
19. sanjak di Somay (Somay Sancağı, )
20. sanjak di Harun (Harûn Sancağı, )